# Flandy Limpele
Flandy Limpele (Manado, 9 febbraio 1974) è un giocatore di badminton indonesiano.

## Palmarès

### Olimpiadi
- 1 medaglia:
  - 1 bronzo (Atene 2004 nel doppio)

### Mondiali
- 1 medaglia:
  - 1 bronzo (Kuala Lumpur 2007 nel doppio misto)

### Coppa del Mondo
- 1 medaglia:
  - 1 argento (Giacarta 1996)

### Sudirman Cup
- 3 medaglie:
  - 2 argenti (Pechino 2005 nel misto; Glasgow 2007 nel misto)
  - 1 bronzo (Glasgow 1997 nel misto)

### Thomas Cup
- 1 medaglia:
  - 1 bronzo (Giacarta 2004)

### Campionati asiatici
- 5 medaglie:
  - 1 oro (Jahor Bahru 2008 nel doppio misto)
  - 4 bronzi (Surabaya 196 nel doppio misto; Bangkok 1998 nel doppio; Giacarta 2003 nel doppio; Kuala Lumpur 2004 nel doppio)

### Giochi del Sud-Est asiatico
- 4 medaglie:
  - 3 ori (Bandar Seri Begawan 1999 a squadre; Nakhon Ratchasima 2007 nel doppio; Nakhon Ratchasima 2007 a squadre)
  - 1 argento (Bandar Seri Begawan 1999 nel doppio)